# Chris Riemens
Chris Riemens (Grijpskerke, 11 februari 1958) is een voormalig Nederlands voetballer die van 1978 tot 1984 uitkwam voor Roda JC en PEC Zwolle. Hij speelde als aanvaller.

## Statistieken
| Seizoen | Club           | Land      | Competitie | Wed. | Goals |
| ------- | -------------- | --------- | ---------- | ---- | ----- |
| 1978/79 | Roda JC        | Nederland | Eredivisie | 8    | 0     |
| 1979/80 | Roda JC        | Nederland | Eredivisie | 24   | 2     |
| 1980/81 | PEC Zwolle     | Nederland | Eredivisie | 31   | 1     |
| 1981/82 | PEC Zwolle     | Nederland | Eredivisie | 31   | 2     |
| 1982/83 | PEC Zwolle '82 | Nederland | Eredivisie | 22   | 3     |
| 1983/84 | PEC Zwolle '82 | Nederland | Eredivisie | 12   | 2     |
| Totaal  | Totaal         | Totaal    | Totaal     | 139  | 10    |